# Childfree
Termenul de "childfree" se referă la persoanele care aleg să nu aibă copii.
Acest termen se poate referi și la mediile familiale sau urbane în care copiii nu sunt bineveniți.
În cele mai multe societăți și în cea mai mare parte a istoriei umane, alegerea de a nu avea copii a fost atât dificilă cât și indezirabilă. Pentru a realiza țelul de a rămâne cu această alegere, unele persoane se supun unei sterilizări medicale. Disponibilitatea metodelor de contracepție eficace împreună cu sprijinul acordat la bătrânețe prin alte sisteme decât cele familiale tradiționale a făcut ca condiția de a nu avea copii să fie o opțiune pentru persoanele din țările dezvoltate, deși ele pot fi privite în mod negativ în anumite comunități.

## Opinii împărtășite în mod obișnuit
Susținătorii acestei alegeri (de exemplu: Corinne Maier, autoarea franceză a cărții ”Fără Copii: 40 de motive pentru a nu avea copii”) citează diverse motive pentru punctul lor de vedere:
- Convingerea că oamenii tind să aibă copii din motive greșite (de exemplu: teamă, presiuni sociale cauzate de norme culturale)
- Lipsa de interes
- Insuficiența economică
- Bunăstarea personală
- Problemele de sănătate existente sau posibile, inclusiv tulburările genetice[2]
- Percepția sau incapacitatea de a fi un părinte responsabil și răbdător
- Opinia că dorința de reproducere este o formă de narcisism
- Convingerea că este greșit de a aduce un copil pe lume în cazul în care copilul este nedorit
- Îngrijorarea cu privire la impactul asupra mediului cum ar fi suprapopularea, poluarea, și deficitul de resurse
- Teama că activitatea sexuală s-ar putea diminua[3]
- Respectarea principiilor unei organizații religioase care respinge condiția de a avea copii[4]
- Antipatia față de copii
- Incertitudinea legată de stabilitatea relației de părinte
- Orientarea profesională